# Signal Iduna Park
Der Signal Iduna Park (Eigenschreibweise: SIGNAL IDUNA PARK; bei UEFA-Wettbewerben werbefrei BVB Stadion Dortmund), bis Dezember 2005 und im Sprachgebrauch auch Westfalenstadion, sowie in Fankreisen auch als Tempel bezeichnet, ist ein Fußballstadion im Bezirk Innenstadt-West der nordrhein-westfälischen Großstadt Dortmund. Mit 81.365 Zuschauerplätzen ist es das größte Fußballstadion Deutschlands sowie das sechstgrößte Vereinsstadion Europas. Bei internationalen Begegnungen (z. B. Länderspielen), bei denen keine Stehplätze zugelassen sind, bieten sich 66.099 Sitzplätze. Das Stadion liegt an der Strobelallee und ist seit 1974 die Spielstätte des Fußball-Bundesligisten Borussia Dortmund. Es war bereits mehrfach Austragungsort internationaler Fußballturniere, u. a. der Fußball-Weltmeisterschaft 1974, der Fußball-Weltmeisterschaft 2006 und zuletzt der Fußball-Europameisterschaft 2024, sowie von Heimspielen der deutschen Nationalmannschaft. Das Stadion der UEFA-Kategorie 4 ist mit den markanten gelben Pylonen der Dachkonstruktion ein Wahrzeichen der Stadt Dortmund.

## Geschichte

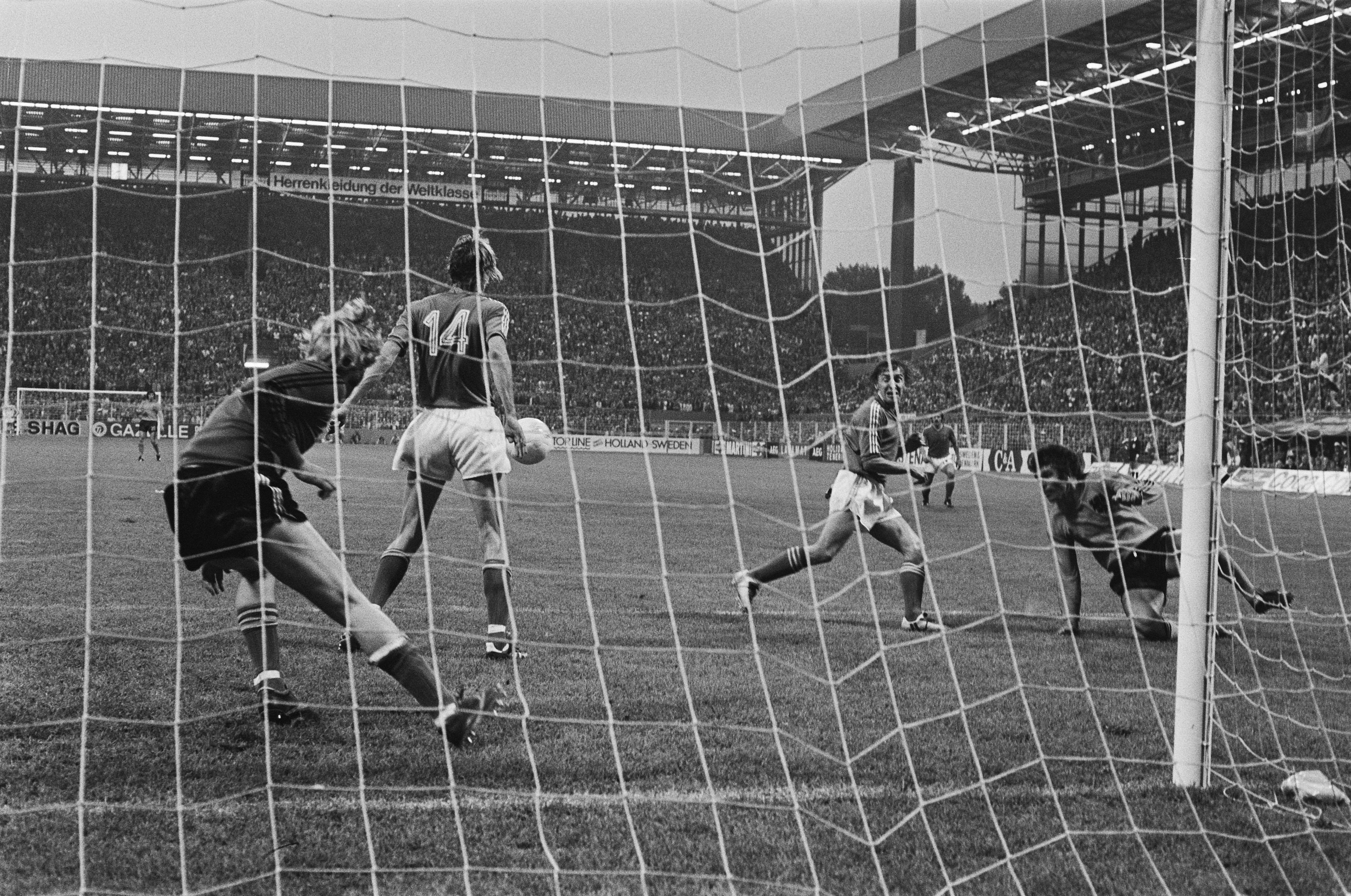
Spiel Niederlande–Schweden bei der Fußball-WM 1974

Das Stadion wurde zwischen 1971 und 1974 für die Fußball-Weltmeisterschaft 1974 mit einer Zuschauerkapazität von 54.000 Zuschauern errichtet. Es kostete 31,7 Millionen DM, für ein Stadion dieser Größe ein relativ günstiger Preis: Rat und Verwaltung der Stadt Dortmund hatten sich für den Bau eines Palettenstadions in Fertigbauweise entschieden. Den Hauptanteil der Baukosten trugen der Bund und das Land Nordrhein-Westfalen.
Eröffnet wurde das Stadion am 2. April 1974 mit einem Benefizspiel zwischen Borussia Dortmund und dem alten Rivalen Schalke 04, der zu Gunsten des wirtschaftlich angeschlagenen BVB ohne Gage antrat. Schalke siegte 3:0. Das Vorspiel bestritten die Damenmannschaften des Dortmunder TBV Mengede 08 und des VfB Waltrop (1:2).
Das erste Bundesligaspiel, das in diesem Stadion ausgetragen wurde, fand am 2. April 1976 zwischen dem VfL Bochum (der während des Neubaus des Ruhrstadions im April 1976 hierher umzog) und dem FC Schalke 04 statt (1:4); erster Torschütze war dabei Erwin Kremers. Am 7. April 1974 fand das erste Punktspiel des damaligen Regionalligisten Borussia Dortmund im neuen Stadion gegen Bayer Uerdingen statt. Es endete torlos.

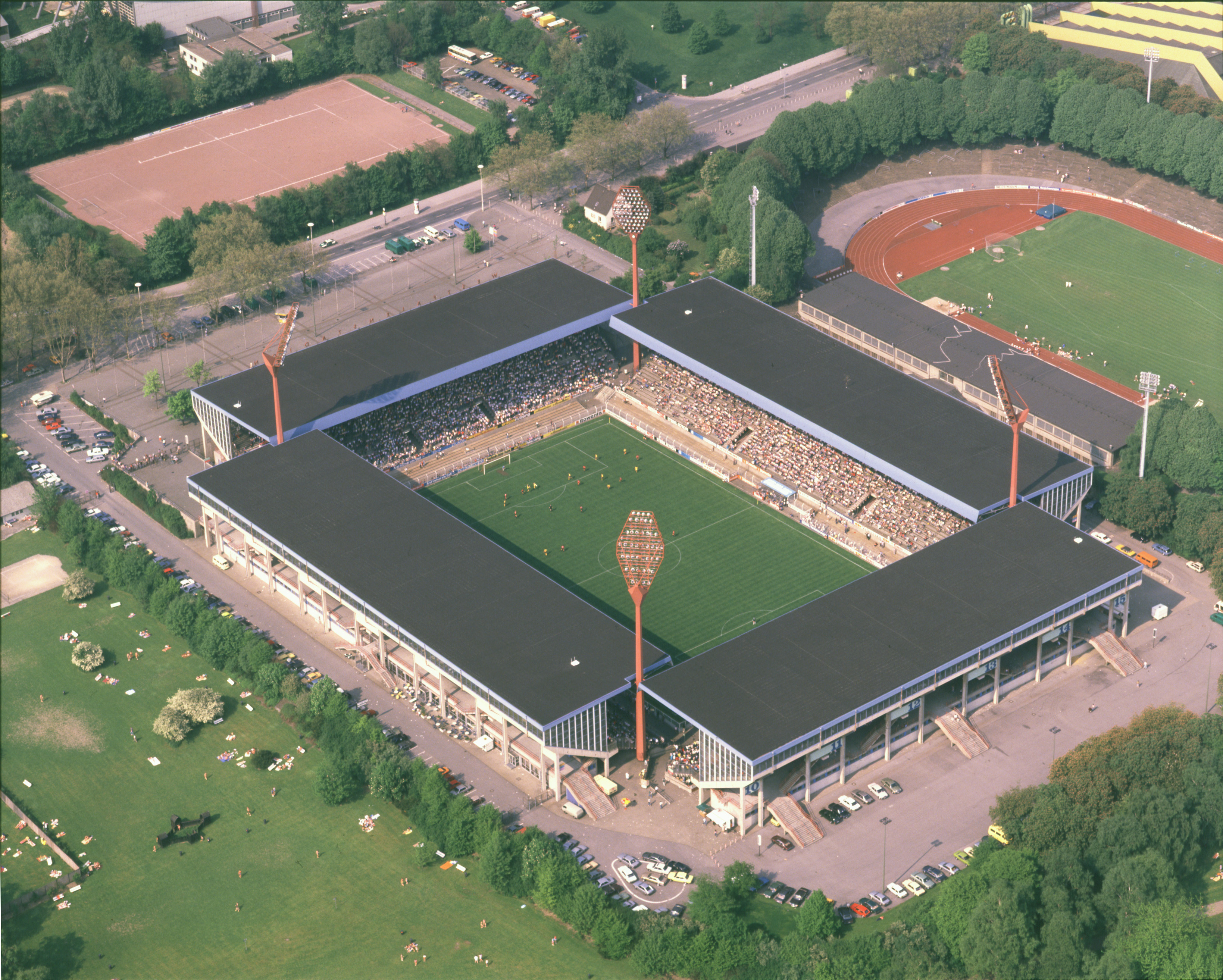
Das Stadion im Bauzustand von 1985

Das Stadion blieb bis Anfang der 1990er Jahre baulich nahezu unverändert. 1992 erfolgte die Umrüstung von Steh- zu Sitzplätzen durch das Hochbauamt der Stadt Dortmund. Die auf der Nordtribüne befindlichen Stehplätze wurden zu Sitzplätzen, wodurch sich das Fassungsvermögen auf 42.800 verringerte.
Am 16. Mai 2001 fand im Westfalenstadion das Finale im UEFA-Pokal 2000/01 zwischen dem FC Liverpool und Deportivo Alavés statt. Das Spiel gewann Liverpool mit 5:4 nach einem Golden Goal.

### Umbau und Erweiterung

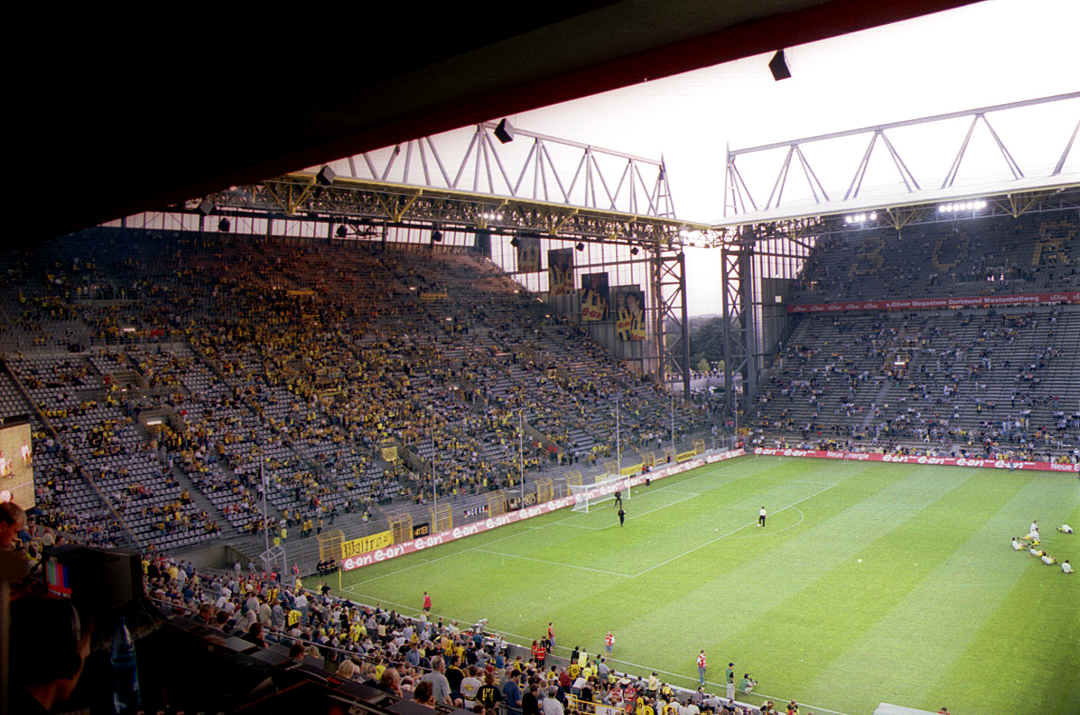
Das Stadion im Jahr 2001 mit erweiterten Rängen, noch ohne Ecktribünen

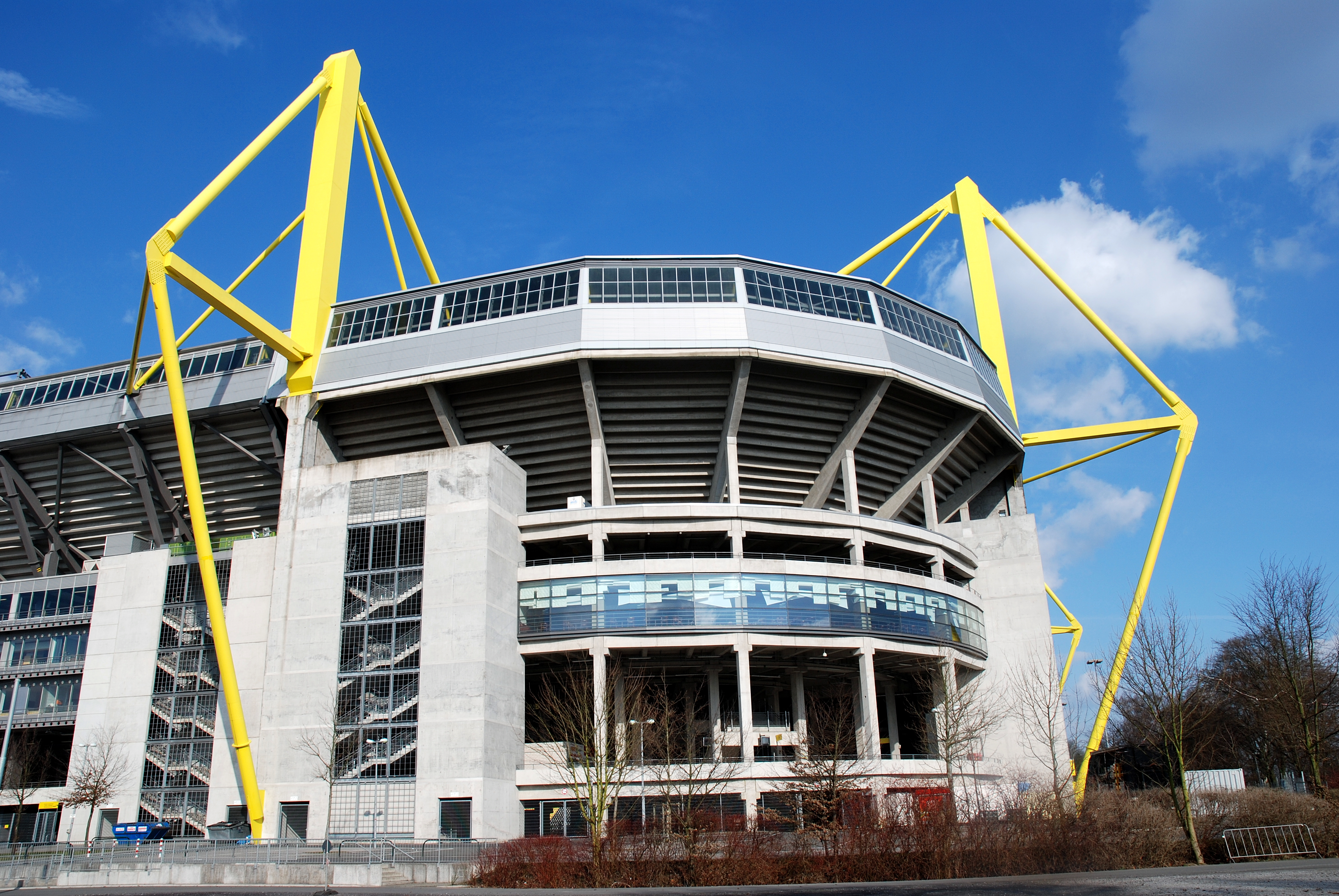
Südwesteckecke im Jahr 2009 mit Stahlpylonen, die nun das Dach tragen

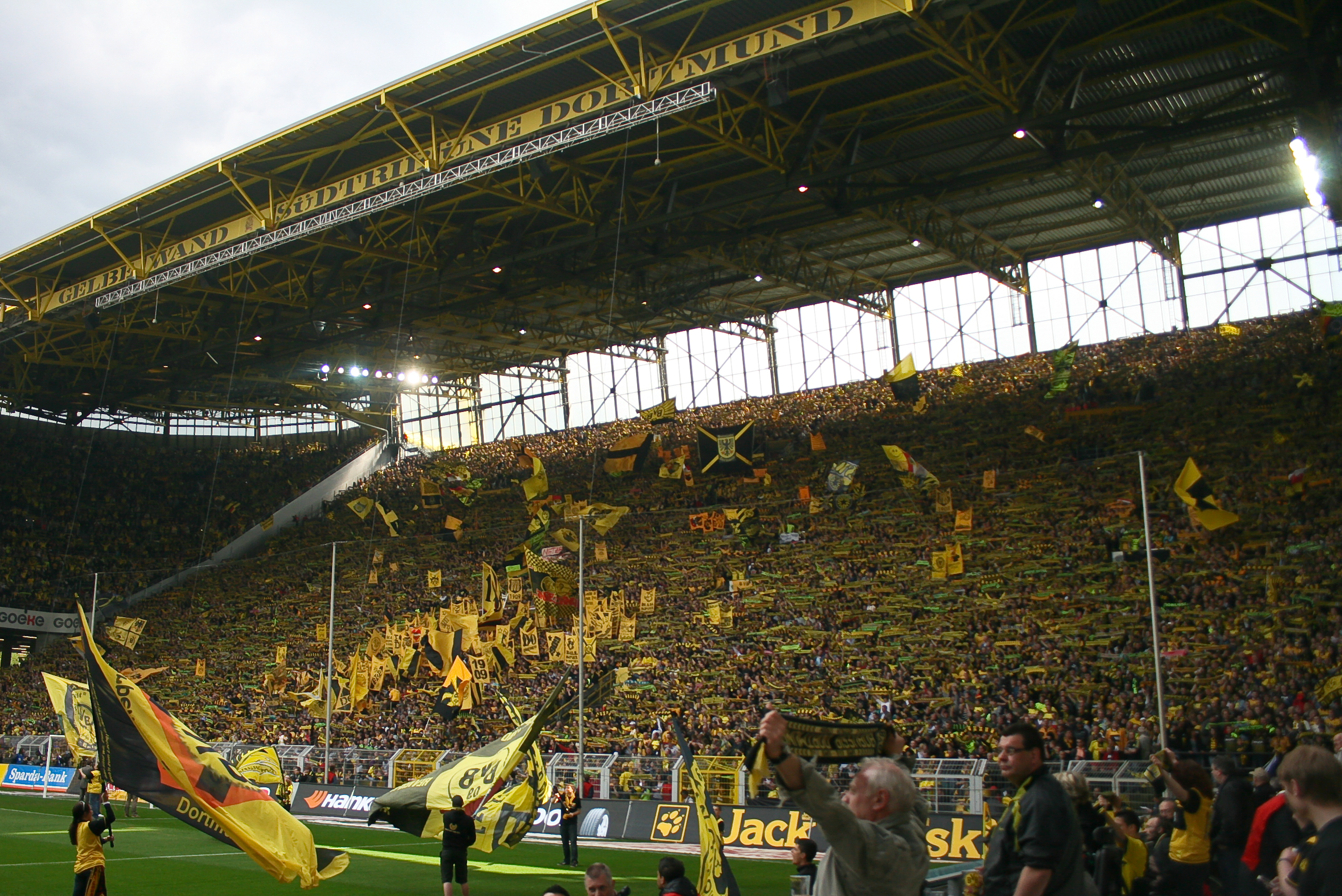
Die Südtribüne mit „Gelbe-Wand“-Banner 2010

Zwischen 1995 und 1999 wurde eine erste Umbauphase realisiert. Ziel war die Aufstockung und Erweiterung durch Errichtung eines Oberrangs. Der ausführende Architekt der 1. und 2. Ausbaustufe war Ulrich Drahtler vom Dortmunder Architekturbüro Gustav Schulze und Partner, Tragwerksplaner das Büro Engels Ingenieure Dortmund. Begonnen wurde mit West- und Osttribüne an den Längsseiten des Spielfeldes. Nach dem Ausbau der beiden Tribünen hatte das Westfalenstadion eine Kapazität von 55.000 Zuschauern. Auf der Westtribüne befindet sich seitdem die Ehrentribüne; zudem wurde dort ein VIP-Bereich eingerichtet.
In der zweiten Ausbaustufe wurden auch Nord- und Südtribüne erweitert. Auf der Nordtribüne wurde ein Oberrang mit Sitzplätzen errichtet, während die Südtribüne als traditionelle Stehplatztribüne mit einem Rang realisiert wurde. Als reine Stehplatztribüne fasst die Südtribüne seitdem fast 25.000 Zuschauer (exakt: 24.454) und ist damit die größte in Europa; insgesamt bot das Stadion nach diesem Ausbau 68.600 Besuchern Platz. Bei internationalen Spielen kann die Stehplatztribüne innerhalb kurzer Zeit mit Sitzplätzen bestückt werden. Die Zuschauerkapazität des Stadions verringert sich dabei um rund 15.000 Plätze. Die Arbeiten der ersten Ausbaustufe verantwortete die Hochtief AG, die der zweiten vom Osnabrücker Baukonzern Köster AG.
Zwischen den Jahren 2002 und 2003 verlief die dritte Ausbaustufe. Ziel war es, die bislang offenen Stadionecken zu schließen und damit die Kapazität des Stadions weiter zu erhöhen. Planende Architekten waren das Architekturbüro Schröder Schulte-Ladbeck, die Tragwerksplanung übernahm die Firma Engels Ingenieure GmbH und die Berger&Berger GbR.
Nach der dritten Ausbaustufe belief sich die Kapazität des Stadions auf knapp 83.000 Zuschauer. Die Außenseite der Nordtribüne wurde verglast, im Inneren finden sich Gastronomiebereiche. Auffälliges bauliches Merkmal sind die außengeführten, leuchtend gelben Stahlpylone, die weit über das Dach hinausragen und von vielen Punkten der Stadt sichtbar sind. Sie ersetzen die zuvor an den Ecken zwischen den Tribünen platzierten Stützen der Dächer. 
Ein letzter Umbau zur Vorbereitung des Stadions auf die Fußball-Weltmeisterschaft 2006 fand in der Sommerpause 2005 statt, überwacht von den Architekten der Dortmunder „Planungsgruppe Drahtler“. Dazu gehörten die Installation eines elektronischen Zugangssystems, die Aufwertung der Plätze für Behinderte, der Umbau der VIP-Bereiche, der Spielerkabinen und der sanitären Einrichtungen. Aufgrund der Umbaumaßnahmen der Tribünen fielen 1.500 Zuschauerplätze weg und das Stadion bot nun Platz für 81.264 Zuschauer.
Die UEFA deklarierte das Stadion anschließend zum Elitestadion, heute Kategorie 4. Es ist damit eines der Stadien, in denen Endspiele der Champions League oder der Europa League stattfinden dürfen.
Nach der offiziellen Beschwerde eines Familienvaters, der aufgrund der teilweise dicht gedrängt stehenden Zuschauer auf der Südtribüne die Unversehrtheit seiner Kinder gefährdet sah, bestand die Bezirksregierung Arnsberg darauf, zur Erhöhung der Sicherheit zusätzliche Freiflächen im Stehplatzbereich der Südtribüne einzurichten. Mit dieser Maßnahme sollen Rettungswege frei gehalten werden, die im Notfall dem Sanitätspersonal schnellen Zugang zum Unfallort gewähren bzw. bei Bedarf eine schnelle Evakuierung der gesamten Tribüne ermöglichen. Durch die Umsetzung wurde zum Start der Bundesligasaison 2006/07 die Kapazität des Stadions noch einmal auf 80.708 Plätze reduziert. Bei internationalen Spielen, bei denen ausnahmslos Sitzplätze erlaubt sind, beträgt die Zuschauerkapazität 65.718.
2007 folgte eine weitere Baumaßnahme an der vor der Nordostecke gelegenen ehemaligen Geschäftsstelle von Borussia Dortmund, dem August-Lenz-Haus. Neben einem zweigeschossigen Fanshop wurde mit dem Strobels eine gastronomische Einrichtung mit Biergarten angelegt. Der Umbau für die 1993 errichtete und seit längerem leerstehende ehemalige Vereinsverwaltung wurden ebenfalls von der Dortmunder „Planungsgruppe Drahtler“ geplant. Während der Fußball-WM 2006 wurde das August-Lenz-Haus vorübergehend als Standort des FIFA-WM-Organisationskomitees Dortmund genutzt.
Zur Saison 2008/09 wurde die offizielle Kapazität um 156 Plätze auf 80.552 verringert. Es gab auf der Nordtribüne eine komplette Reihe von Sitzplätzen, die über eine sehr eingeschränkte Sicht für die Zuschauer verfügte. Diese Plätze in dieser Sitzreihe wurden fortan nicht mehr verkauft.
Zu Beginn der Saison 2010/11 erhöhte sich die Kapazität leicht auf nun 80.720 Zuschauer. Aufgrund von Besucherbeschwerden wegen beeinträchtigter Sicht wurde der direkt vor dem Gäste-Stehplatzblock liegende Block 8 ebenfalls in einen Stehplatzblock umgewandelt. Die Anzahl der Stehplätze auf der Nordtribüne erhöhte sich somit auf 2905.
Zur Saison 2011/12 wurden die beiden 48 m² großen LED-Videowände im Stadion sowie die Videowand an der Fassade der Nordtribüne durch neue Geräte im 16:9-Format ersetzt. Dadurch ist das Spielgeschehen nun in allen vier Stadion-Ecken zu verfolgen. Da aufgrund des 16:9-Formats die Höhe gekürzt werden musste, sind die neuen Videowände „nur noch“ jeweils 41 m² groß. Wie schon 1998 lieferte der US-Hersteller Daktronics die LED-Wände.
Im Jahr 2011 wurde auf dem Dach des Stadions eine Photovoltaikanlage errichtet, die über der Nordtribüne die Form des BVB-Logos darstellt. Die Anlage hat eine Leistung von 924 kW und wurde durch die Solarfirma Q-Cells errichtet.
Renovierung 2012: Der Rasen wurde komplett modernisiert und ein Neuaufbau der Rasentragschicht durchgeführt. Der Rasen bekam eine neue Heizung. Der Außenbereich des Platzes, Seiten- und Torauslinien sowie Schiedsrichterlaufbahn und Aufwärmbereich sind nun auf Kunstrasen umgerüstet. Die Osttribüne erhielt sieben neue Logen. Der Unterrang der Südtribüne wurde mit zusätzlichen Stützen gegen starke Schwingungen verstärkt. Die Videoüberwachung des Stadions wurde verbessert und die Bandenwerbung auf LED-Elemente umgerüstet.
Im Juli 2015 wurde bekannt gegeben, dass Block 63 auf dem Unterrang der Nordtribüne zur Saison 2015/16 als Stehplatzblock genutzt werden sollte. Somit erweiterte sich die maximale Zuschauerzahl um 692 auf nunmehr 81.359 Plätze. In der Saison 2016/17 änderte sich die maximale Zuschauerzahl um einen Platz auf nunmehr 81.360 Plätze.
In der Sommerpause 2019 fanden wiederum Modernisierungen statt. Seit der Saison 2019/20 gibt es eine digitale Oberrangbande sowie die auf LED umgerüstete Flutlichtanlage.

### Umbenennung

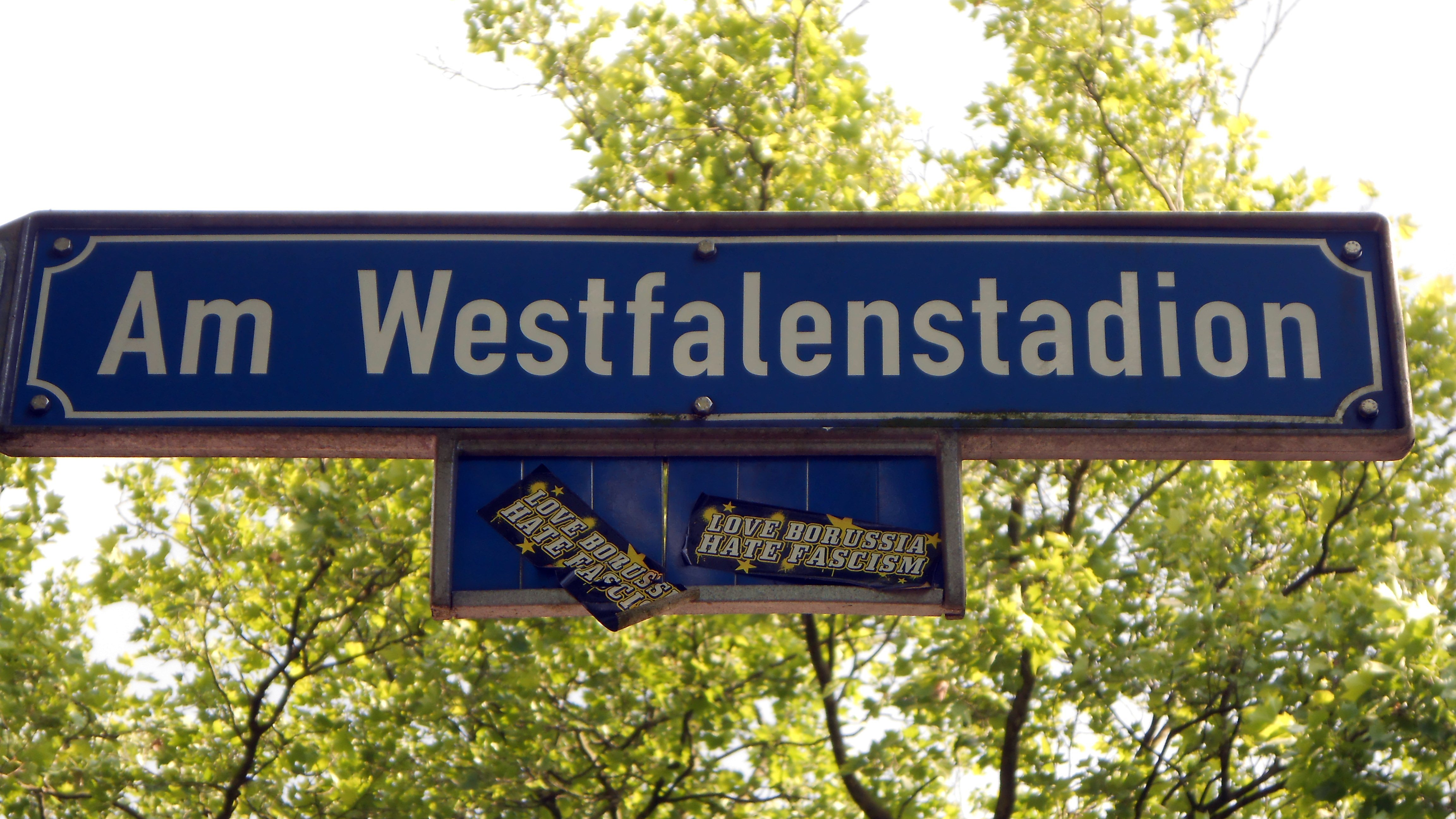
Straßenschild Am Westfalenstadion

Am 1. Dezember 2005 wurde aus dem Westfalenstadion offiziell der Signal Iduna Park. Für die Namensrechte des Stadions erlöst Borussia Dortmund bei optimalem sportlichem Erfolg aktuell jährlich geschätzte fünf Millionen Euro. Der Vertrag über die Umbenennung zwischen Borussia Dortmund und der Signal Iduna Gruppe gilt bis zum 30. Juni 2031. Die Dortmunder Fanszene ist geteilter Meinung über diesen Schritt, da er einerseits finanzielle Sicherheit bietet, aber andererseits einen Traditionsbruch darstellt.
Die Bezirksvertretung Stadtbezirk Innenstadt-West beschloss Anfang 2006, eine Straße in Stadionnähe Am Westfalenstadion zu nennen. Der Verein wertete diese Entscheidung als unsensibel gegenüber dem Sponsor, während viele BVB-Fans und Dortmunder erfreut waren, dass der traditionsreiche Name nun mit der Straße erhalten bleibt.
Mitte Dezember 2006 wurde zusätzlich der Haltepunkt Dortmund-Westfalenhalle der Deutschen Bahn in Dortmund Signal-Iduna-Park umbenannt.
Am 2. Dezember 2003 wurden im Westfalenstadion die Namenstafeln durch den Schriftzug „Ali-Sami-Yen-Stadion“ verdeckt, dem damaligen Heimatstadion von Galatasaray Istanbul. Ein Spiel dieser Mannschaft gegen Juventus Turin in der UEFA Champions League 2003/04 wurde wegen Terrorgefahr ins Dortmunder Stadion verlegt. Das Spiel gewann Galatasaray mit 2:0.
Für Spiele in der UEFA Champions League lautet der Name des Stadions offiziell BVB Stadion Dortmund.

### Dachentwässerung
Die Stadiondächer werden über innenliegende Rinnen mit Druckentwässerungssystemen unterhalb der Dachkonstruktion entwässert. Da die vier großen Tribünendächer zum Spielfeld hin geneigt sind und keine Stützen die Sicht einschränken sollten, muss seit dem Bau der Ecktribünen das an der Traufe anfallende Regenwasser zunächst etwa sechs Meter höher gepumpt werden, um ein Abfließen nach dem Saugheberprinzip in Fallrohren an den Außenseiten des Stadions in Gang zu setzen. Bei Überlastung dieses Systems durch Starkregen kann es zu wasserfallartigem Überlaufen an den seitlichen unteren Dachenden kommen. Das Wasser wird dann in Gullys im Innenraum geleitet.

### Borusseum

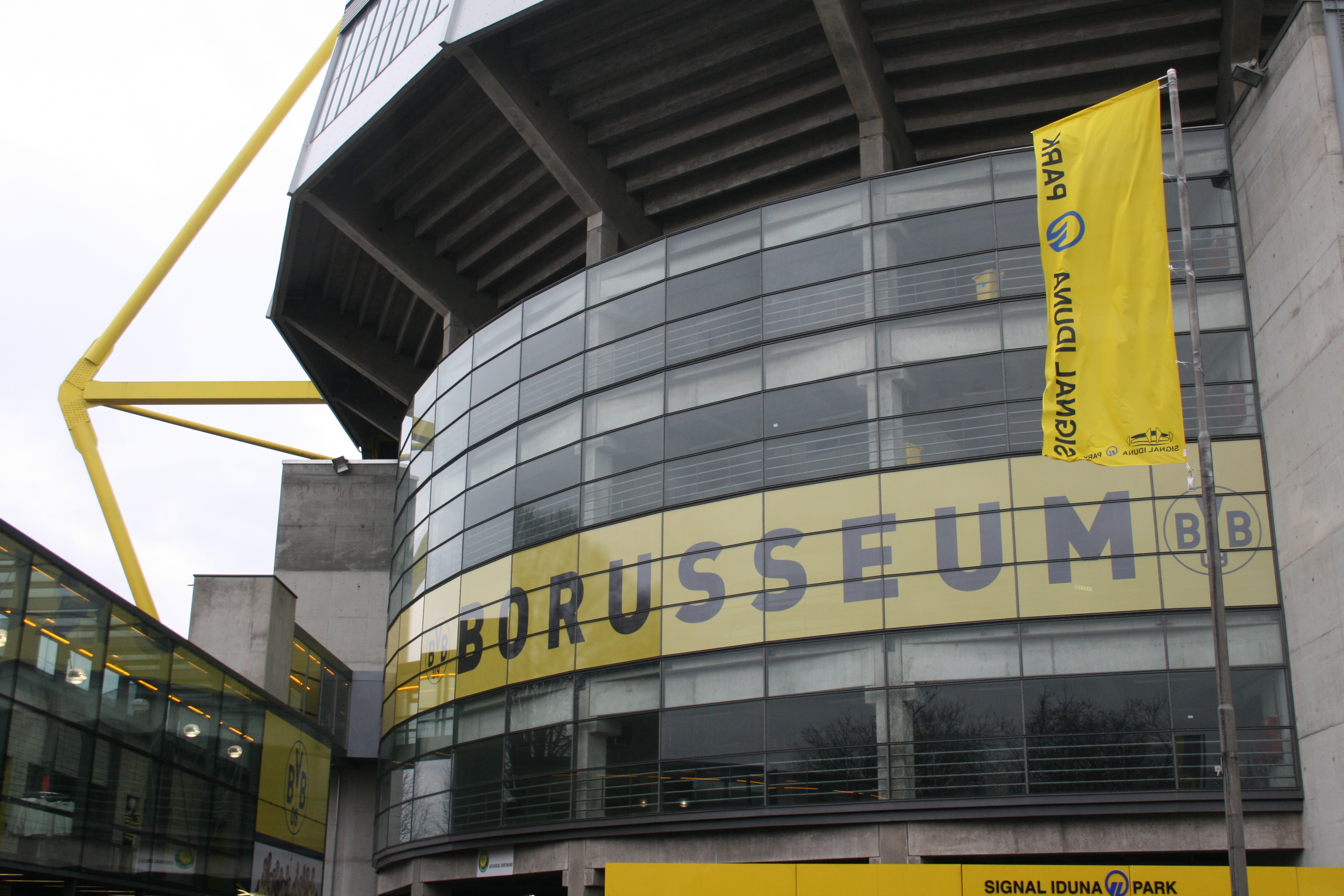
Fassade des Borusseums

Seit dem 19. Dezember 2008, dem 99. Geburtstag des Vereins, existiert in der Nordostecke des Stadions das »Borusseum«, ein Museum rund um die Geschichte von Borussia Dortmund. Maßgeblich geplant wurde das Borusseum von der Fan- und Förderabteilung des BVB sowie von Reinhold Lunow, dem derzeit amtierenden Schatzmeister der Borussia. Aufgrund der Schulden des Vereins wurde das Museum komplett aus Spenden finanziert.
Im Februar 2011 wurde das Borusseum für den Europäischen Museumspreis nominiert.

### WLAN
Im September 2013 wurde bekannt, dass der neue „Champion Partner“ Huawei in Zusammenarbeit mit dem BVB-Sponsor Unitymedia im Stadion ein kostenloses WLAN bis zur Fußball-Bundesligasaison 2014/15 aufbauen wird. Es werden dafür 900 Access-Points installiert, um so für etwa 46.000 Zuschauer gleichzeitig einen Online-Zugang zu gewährleisten. Dadurch sollen auch exklusive Inhalte an alle Stadionbesucher zur Verfügung gestellt werden, wie zum Beispiel die Mannschaftsaufstellung kurz vor Spielbeginn. Dieser Service startete am 29. Spieltag der Fußball-Bundesligasaison 2014/15 beim Heimspiel gegen den SC Paderborn.

## WM-Spiele im Westfalenstadion

### Spiele zur WM 1974

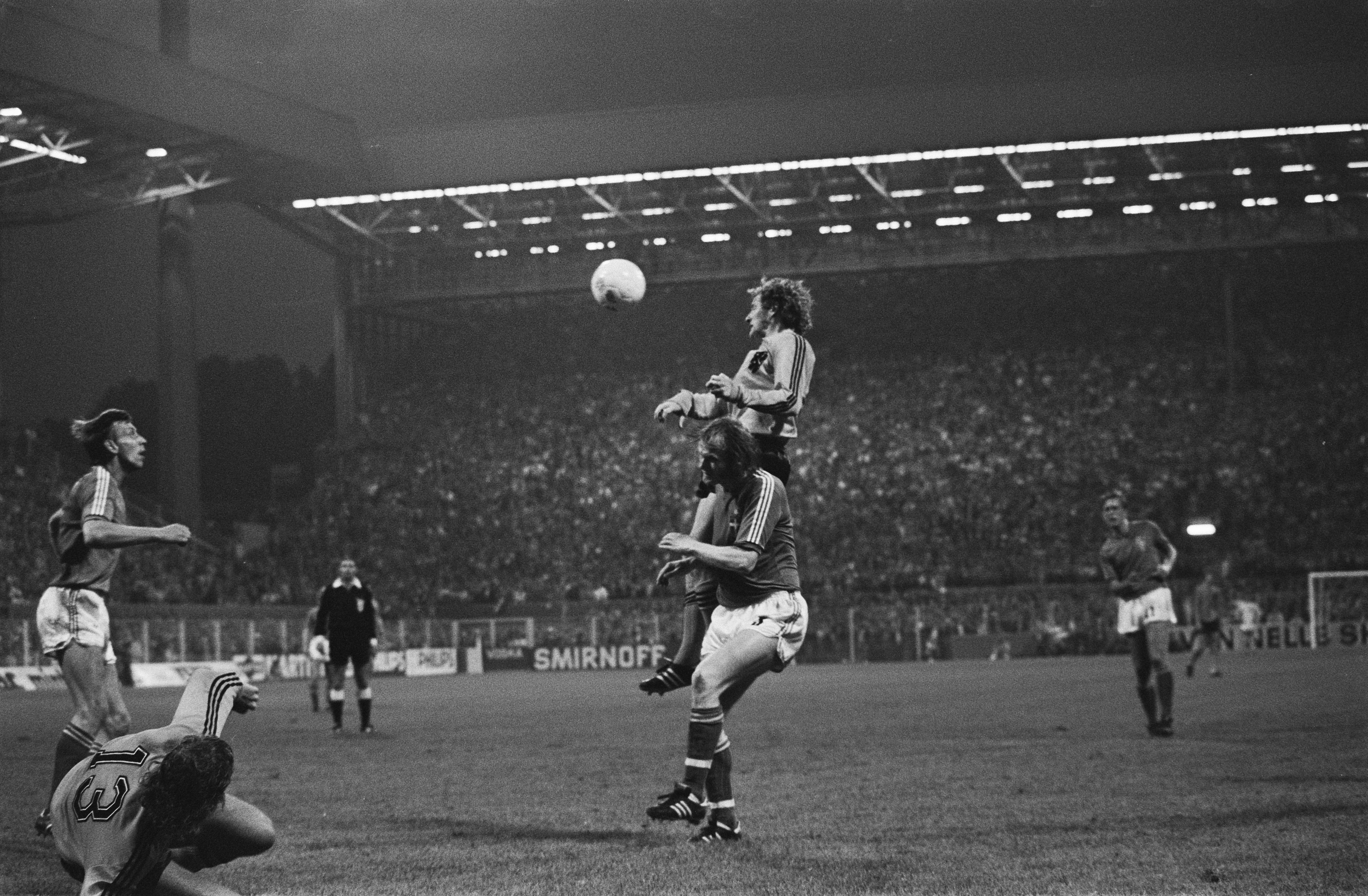
WM 1974: Spiel Niederlande gegen Schweden

Dortmund wurde 1972 als Spielort der WM 1974 bestimmt. Die Stadt Dortmund beschloss daraufhin den Neubau eines Stadions. Dieses wurde in Betonfertigbau errichtet und 1974 eingeweiht.
Während der Weltmeisterschaft 1974 fanden im neu erbauten Westfalenstadion die folgenden Begegnungen statt:
|                                      |   |           |           |
| 14. Juni 1974 WM 1974, 1. Hauptrunde |   |           |           |
| Schottland                           | – | Zaire     | 2:0 (2:0) |
| 19. Juni 1974 WM 1974, 1. Hauptrunde |   |           |           |
| Niederlande                          | – | Schweden  | 0:0       |
| 23. Juni 1974 WM 1974, 1. Hauptrunde |   |           |           |
| Niederlande                          | – | Bulgarien | 4:1 (2:0) |
| 3. Juli 1974 WM 1974, 2. Hauptrunde  |   |           |           |
| Niederlande                          | – | Brasilien | 2:0 (0:0) |

### Spiele zur WM 2006

FIFA-WM-Stadion Dortmund zur WM 2006

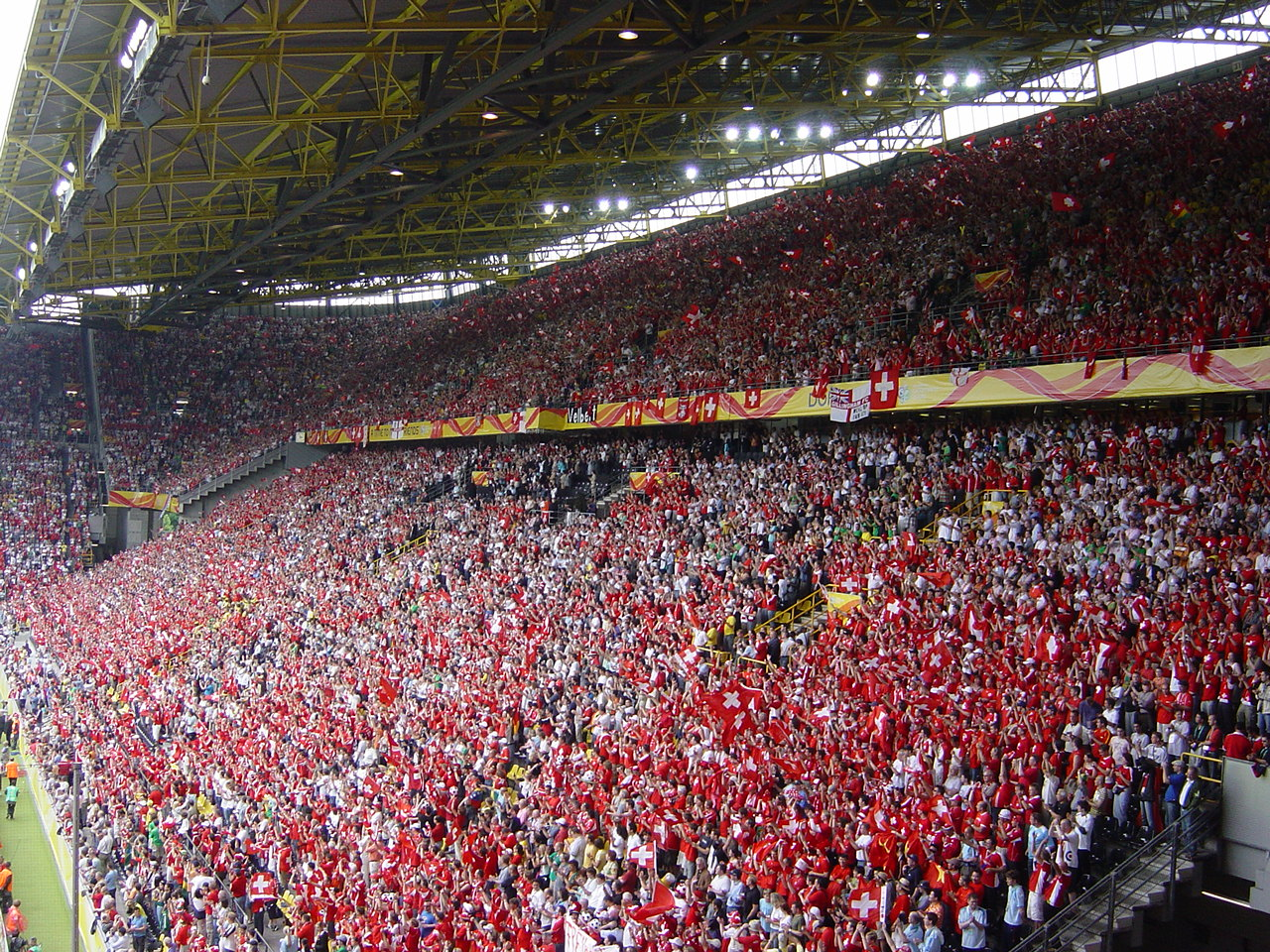
WM 2006: Spiel Togo gegen die Schweiz

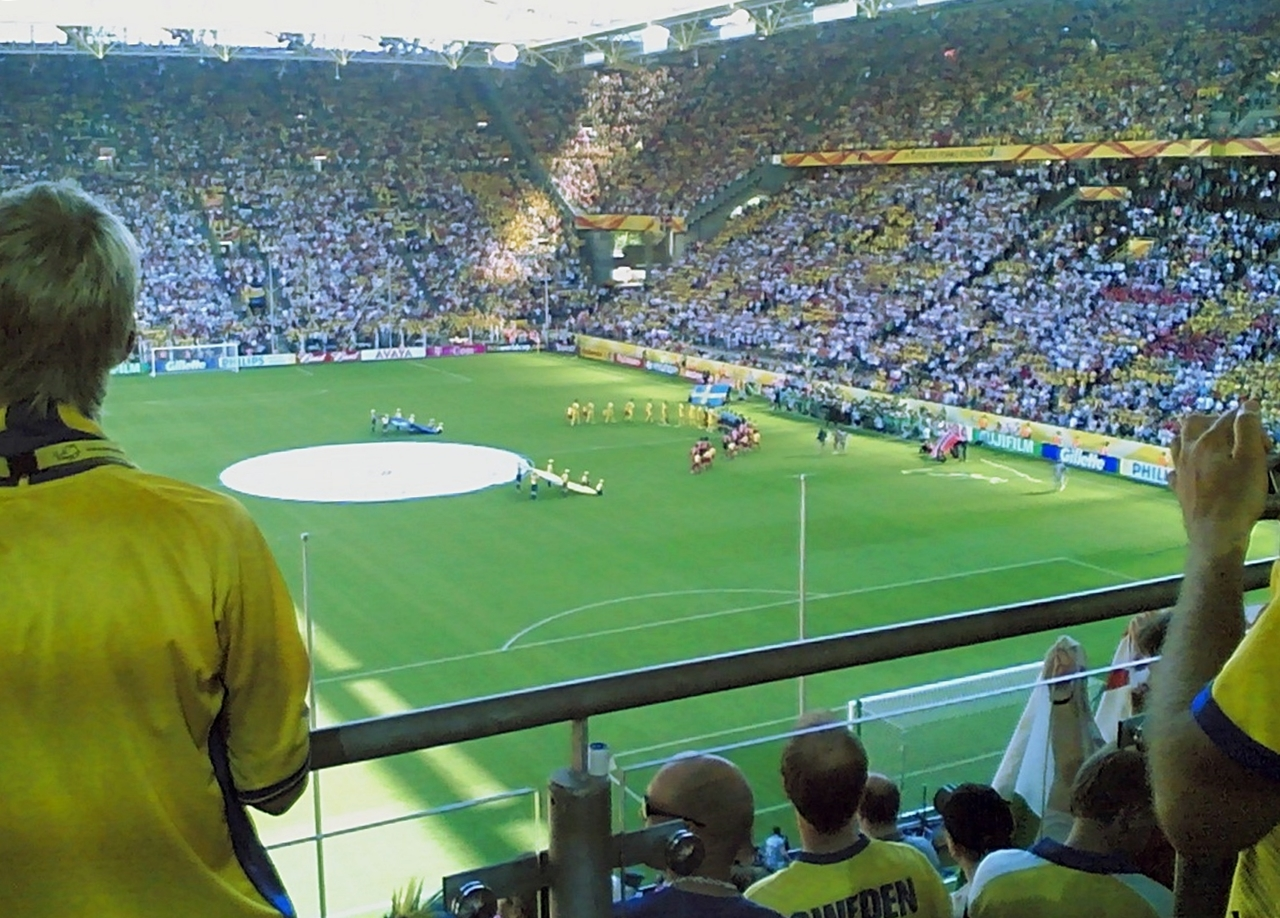
WM 2006: Spiel Trinidad und Tobago gegen Schweden

Das Stadion war Spielort der Fußball-Weltmeisterschaft 2006. Während der WM wurde das Stadion ohne Sponsorennamen FIFA WM-Stadion Dortmund genannt.
Während der Fußballweltmeisterschaft 2006 fanden im Stadion folgende Partien statt.
|                                             |   |           |           |
| Sa, 10. Juni 2006 um 18:00 Uhr Gruppe B     |   |           |           |
| Trinidad und Tobago                         | – | Schweden  | 0:0       |
| Mi. 14. Juni 2006 um 21:00 Uhr Gruppe A     |   |           |           |
| Deutschland                                 | – | Polen     | 1:0       |
| Mo, 19. Juni 2006 um 15:00 Uhr Gruppe G     |   |           |           |
| Togo                                        | – | Schweiz   | 0:2       |
| Do, 22. Juni 2006 um 21:00 Uhr Gruppe F     |   |           |           |
| Japan                                       | – | Brasilien | 1:4       |
| Di, 27. Juni 2006 um 17:00 Uhr Achtelfinale |   |           |           |
| Brasilien                                   | – | Ghana     | 3:0       |
| Di, 4. Juli 2006 um 21:00 Uhr Halbfinale    |   |           |           |
| Deutschland                                 | – | Italien   | 0:2 n. V. |

## Spiele der deutschen Fußballnationalmannschaft
Die deutsche Fußballnationalmannschaft trat bisher zu folgenden Begegnungen im Stadion an.
|                                             |   |                    |           |
| 17. April 1974, Freundschaftsspiel          |   |                    |           |
| BR Deutschland                              | – | Ungarn             | 5:0       |
| 28. Februar 1976, EM-Qualifikation          |   |                    |           |
| BR Deutschland                              | – | Malta              | 8:0       |
| 14. Dezember 1977, Freundschaftsspiel       |   |                    |           |
| BR Deutschland                              | – | Wales              | 1:1       |
| 18. November 1981, WM-Qualifikation         |   |                    |           |
| BR Deutschland                              | – | Albanien           | 8:0       |
| 14. Mai 1986, Freundschaftsspiel            |   |                    |           |
| BR Deutschland                              | – | Niederlande        | 3:1       |
| 4. Oktober 1989, WM-Qualifikation           |   |                    |           |
| BR Deutschland                              | – | Finnland           | 6:1       |
| 10. September 1997, WM-Qualifikation        |   |                    |           |
| BR Deutschland                              | – | Armenien           | 4:0       |
| 8. September 1999, EM-Qualifikation         |   |                    |           |
| Deutschland                                 | – | Nordirland         | 4:0       |
| 14. November 2001, WM-Qualifikation         |   |                    |           |
| Deutschland                                 | – | Ukraine            | 4:1       |
| 10. September 2003, EM-Qualifikation        |   |                    |           |
| Deutschland                                 | – | Schottland         | 2:1       |
| 22. März 2006, Freundschaftsspiel           |   |                    |           |
| Deutschland                                 | – | Vereinigte Staaten | 4:1       |
| 14. Juni 2006, WM-Vorrunde                  |   |                    |           |
| Deutschland                                 | – | Polen              | 1:0       |
| 4. Juli 2006, WM-Halbfinale                 |   |                    |           |
| Deutschland                                 | – | Italien            | 0:2 n. V. |
| 11. Oktober 2008, WM-Qualifikation          |   |                    |           |
| Deutschland                                 | – | Russland           | 2:1       |
| 9. Februar 2011, Freundschaftsspiel         |   |                    |           |
| Deutschland                                 | – | Italien            | 1:1       |
| 7. September 2014, EM-Qualifikation         |   |                    |           |
| Deutschland                                 | – | Schottland         | 2:1       |
| 22. März 2017, Freundschaftsspiel           |   |                    |           |
| Deutschland                                 | – | England            | 1:0       |
| 9. Oktober 2019, Freundschaftsspiel         |   |                    |           |
| Deutschland                                 | – | Argentinien        | 2:2       |
| 12. September 2023, Freundschaftsspiel      |   |                    |           |
| Deutschland                                 | – | Frankreich         | 2:1       |
| 29. Juni 2024, EM-Achtelfinale              |   |                    |           |
| Deutschland                                 | – | Dänemark           | 2:0       |
| 23. März 2025, Nations League-Viertelfinale |   |                    |           |
| Deutschland                                 | – | Italien            | 3:3       |

## Anderweitige Nutzung
Neben der reinen Nutzung als Fußballspielort wurde das Stadion in der Vergangenheit auch für andere Veranstaltungen genutzt. Beispiele hierfür sind Box- und Konzertveranstaltungen.
Unter der Südtribüne des Stadions befand sich zudem bis 2015 ein Landesleistungszentrum für den Boxsport des Westdeutschen Amateur-Box-Verbandes, welches hauptsächlich von lokalen Dortmunder Boxvereinen zum Training genutzt wurde.
Heute sind in den Räumlichkeiten das Lernzentrum des BVB und die Volunteers untergebracht.
Seit 2007 finden unter der Bezeichnung Kino im Stadion Filmvorführungen während der Sommerpause statt. Auch für Musikveranstaltungen wird das Stadion in dieser Zeit genutzt, zuletzt fand 2012 die Veranstaltung Unter den Tribünen statt.
Ebenfalls wird regelmäßig die Erstsemesterbegrüßung der TU Dortmund im Stadion ausgetragen, bei der 2011 über 4.000 Personen teilnahmen.
2002 war das Stadion Drehort für den Videoclip zu dem Popsong This Is My Time von Sasha.
Am 23. Juni 2019 wurde der Abschlussgottesdienst des Deutschen Evangelischen Kirchentages in diesem Stadion gefeiert.
Im April 2020 war im Bereich der Nordtribüne ein Corona-Behandlungszentrum eingegliedert. Im Fokus stand die Versorgung von Coronavirus-Verdachtsfällen sowie Patienten mit entsprechenden Beschwerden. Der BVB hatte das Areal gemeinsam mit der Kassenärztlichen Vereinigung Westfalen-Lippe (KVWL) eigens umgebaut.

## Statistiken
- Zuschauerrekord: In der Saison 2015/16 verbesserte Borussia Dortmund bei seinen 17 Heimspielen den selbst gehaltenen europäischen Rekord für eine einzelne Liga-Spielzeit aus der Saison 2012/13 (80.543 Zuschauer pro Spiel).[23] Obwohl die Kapazität des Stadions in den letzten Jahren geringfügig verringert wurde, wohnten letztendlich 1.380.023 Besucher den Bundesliga-Partien des BVB bei und schraubten die durchschnittliche Zuschauerzahl auf 81.178. Das entsprach einer Stadionauslastung von 99,88 Prozent. Der BVB hat seit der Saison 1998/99 jährlich den höchsten Zuschauerschnitt in der Bundesliga. Der eigene europäische Rekord wurde, mit fast 100.000 Zuschauern mehr als der vorherige Rekord aus der Saison 2013/14, auf 1.948.880 Zuschauer verbessert.[24]
- Das Westfalenstadion ist aktuell das viertgrößte Fußballstadion Europas.[25]
- Im März 2008 stellten der gastgebende BVB und FC Carl Zeiss Jena im Halbfinale des DFB-Pokals (3:0) einen Zuschauerrekord für diesen Wettbewerb auf. Anwesend waren im ausverkauften Stadion 80.708 Zuschauer.
- Am 6. August 2015 stellte der gastgebende BVB gegen den Wolfsberger AC mit 65.190 Zuschauern einen Zuschauerrekord für die Qualifikationsrunde der UEFA Europa League auf.[26]
- „Unschlagbar in Dortmund“: Ab ihrem ersten Länderspiel im Westfalenstadion am 17. April 1974 gegen Ungarn (5:0) blieb die deutsche Fußballnationalmannschaft an dieser Stätte über 32 Jahre lang ungeschlagen. Erst nach zwölf Spielen ohne Niederlage (davon elf Siege) endete die Serie, als sich die DFB-Elf im Halbfinale der WM 2006 in Dortmund dem späteren Weltmeister Italien mit 0:2 nach Verlängerung geschlagen geben musste.
- Der Stromverbrauch pro Spiel betrug bis zum Sommer 2019 etwa 10.000 Kilowattstunden, bei einem Abendspiel mit Flutlicht betrug die Leistungsaufnahme rund 3,5 MW.[27] Ab der Saison 2019/20 werden LED-Fluter mit einem geringeren Verbrauch eingesetzt.

## Ehemalige Sportstätten des BVB
- Weiße Wiese
- Stadion Rote Erde